# Autochloris laennus
Autochloris laennus là một loài bướm đêm thuộc phân họ Arctiinae, họ Erebidae.